# Jehan Frison
Jehan Frison (Brussel, 27 januari 1882 - Linkebeek, 22 oktober 1961) was een Belgisch kunstschilder.

## Levensloop
Hij was eerst leerling aan de Academie van Sint-Joost-ten-Node en van 1896 tot 1902 aan de Brusselse kunstacademie. Hij schilderde landschappen, marines, interieurs, figuren en stillevens in post-impressionistische trant. Hij wordt gerekend bij het Brabants fauvisme. Zijn thematiek verwerkte hij ook in etsen. Hij maakte ook enkele beeldhouwwerken.
Hij behoorde tot de vriendenkring van Auguste Oleffe en die van Rik Wouters toen die in Watermaal-Bosvoorde woonde. Hij was ook goed bevriend met de graficus Paul Craps. Hij was lid van de Cercle Artistique d’Auderghem.
Hij maakte studiereizen naar Parijs en Londen en twee maal naar Marokko (1917 en 1928). In 1913 ging hij in Linkebeek wonen.

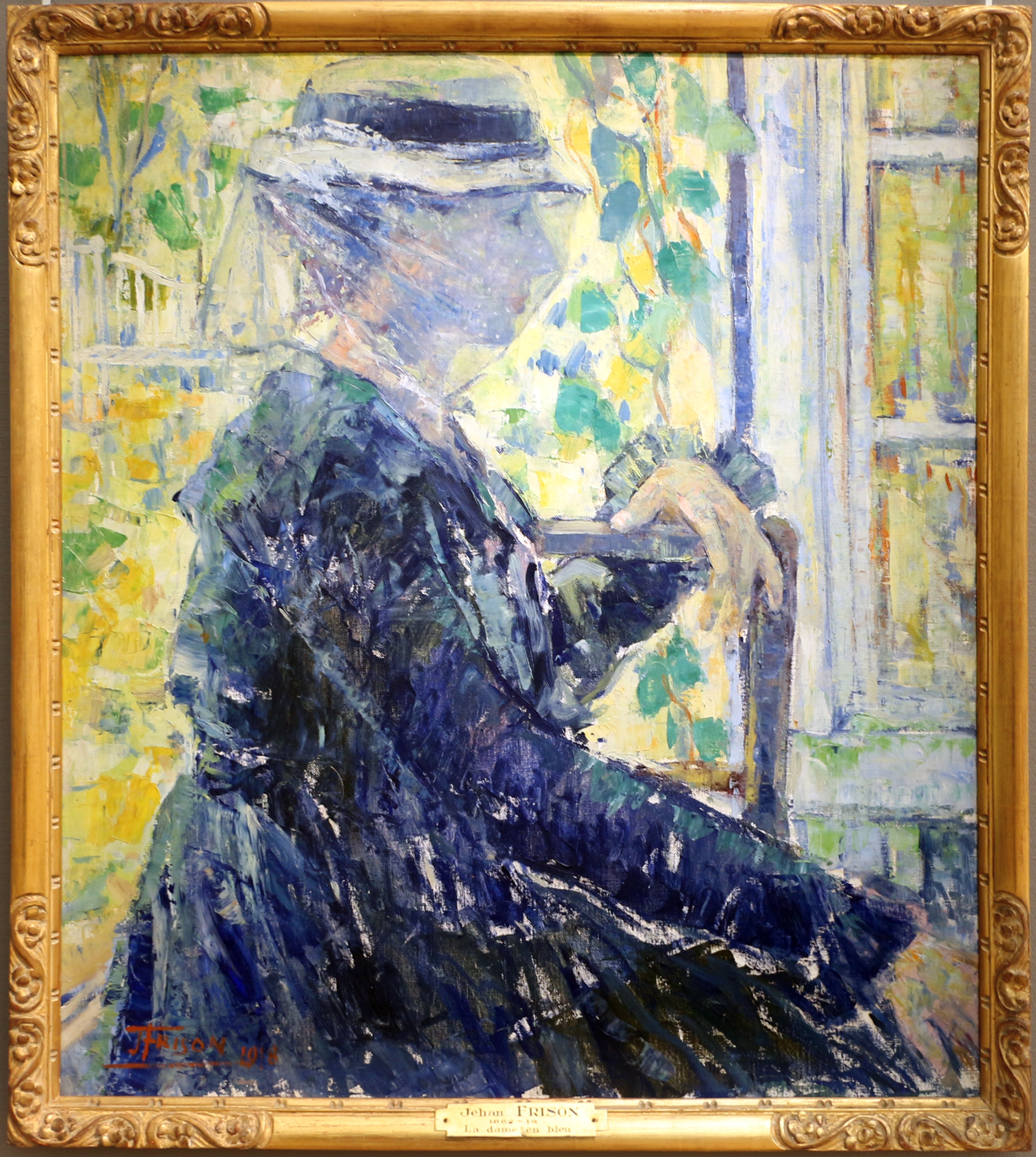
Dame in het blauw, 1918
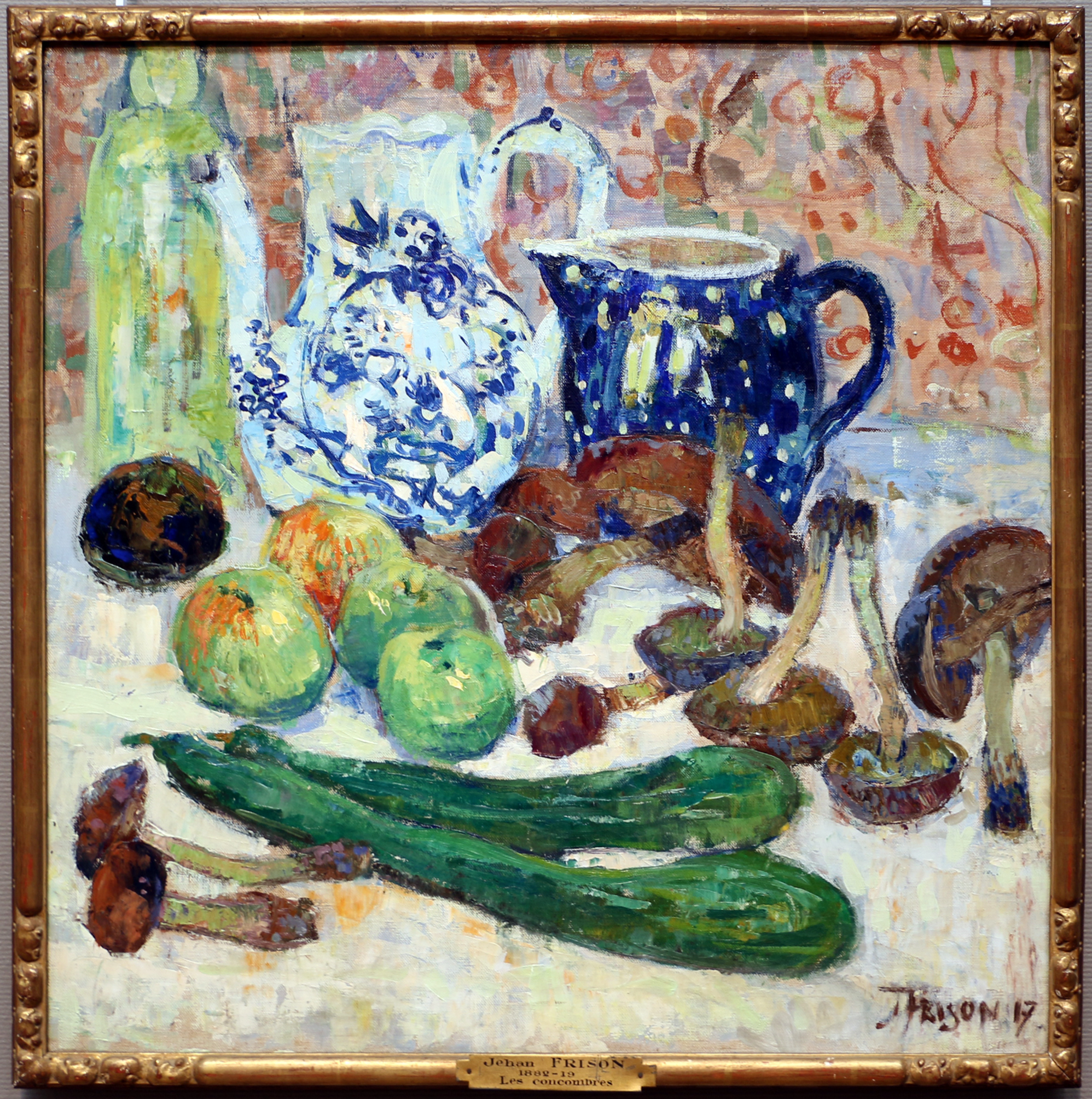
Stilleven (1917)
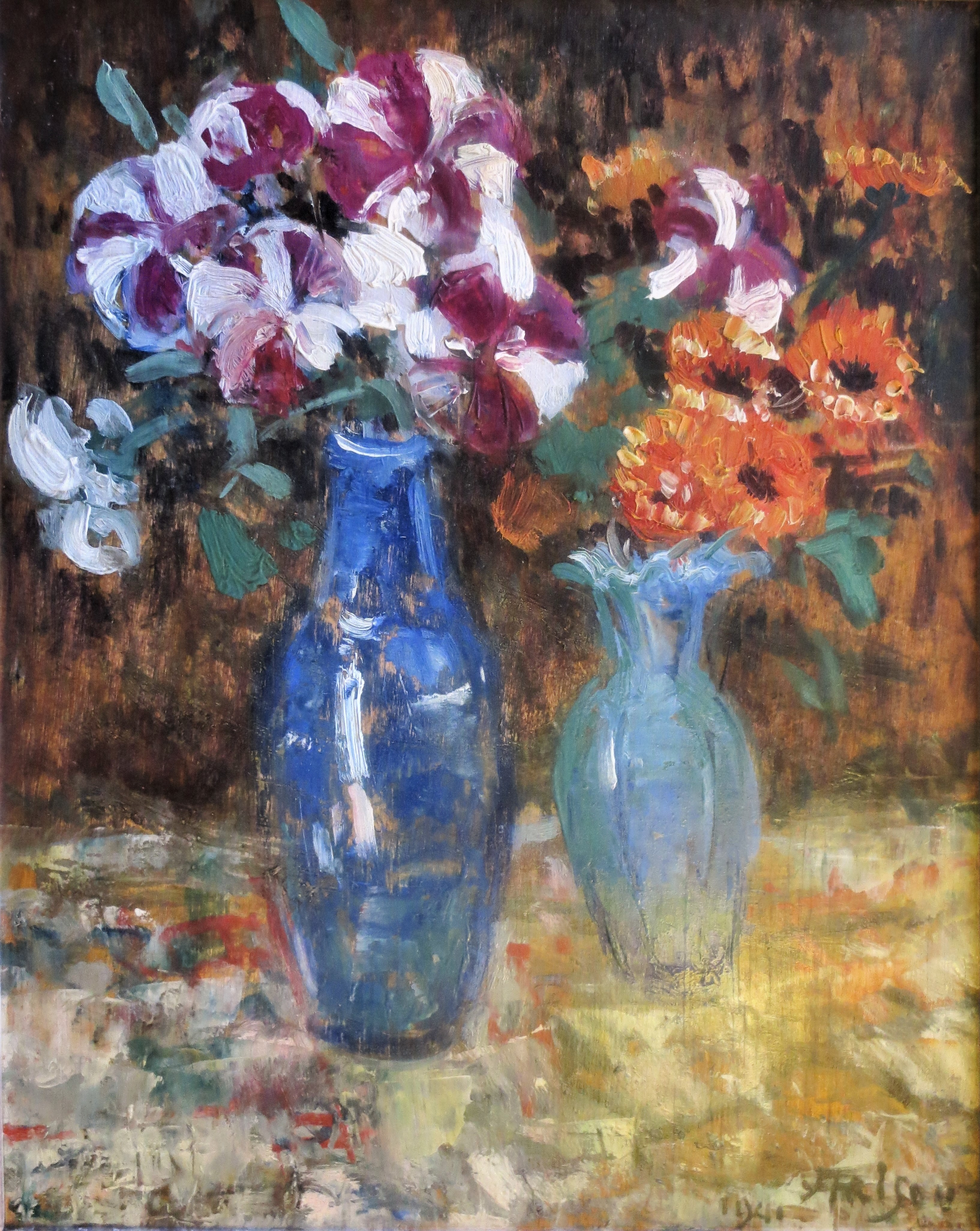
Stilleven van bloemen (1941)

## Tentoonstellingen
- 1911, Brussel, Les Indépendants
- 1912, Brussel, Galerie Georges Giroux, Les Bleus de la GGG
- 1914, Brussel, Salon van La Libre Esthétique
- 1920, Brussel, Cercle Artistique et Littéraire (samen met Auguste Danse)
- 1920, Venetië, Biënnale

## Musea
- Brussel,Kon. Musea voor Schone Kunsten van België
- Brussel, Museum van Elsene (Portret van Rodolphe Wytsman)
- Brussel, Museum Hôtel Charlier
- Dinant, Gemeentelijke verzameling (“Vrouw in blauw”)